# Val-de-Travers (gemeente)
Val-de-Travers is een gemeente in het Zwitserse kanton Neuchâtel en telt 10.864 inwoners.

## Geschiedenis
De gemeente is op 1 januari 2009 ontstaan door de fusie van de daarvoor zelstandige gemeenten Boveresse, Buttes, Couvet, Fleurier, Les Bayards, Môtiers, Noiraigue, Saint-Sulpice en Travers.
De gemeente maakte deel uit van het gelijknamige district tot op 31 december 2017 de districten van het kanton Neuchâtel werden afgeschaft.

## Verkeer en vervoer

### Spoorwegen
De gemeente Val-de-Travers kent de volgende stations: station Travers, station La Presta Mines d'asphalte, station Couvet, station Môtiers, station Fleurier, station Buttes aan de spoorlijn Travers - Buttes. Het aan dezelfde spoorlijn gelegen station St-Sulpice NE wordt uitsluitend nog gebruikt door de stoomtreinen van de Vapeur Val-de-Travers (VTT). Daarnaast heeft de gemeente aan de spoorlijn Neuchâtel - Pontarlier de volgende stations: station Noiraigue en station Travers. Station Couvet CFF, station Boveresse en station Les Bayards aan dezelfde lijn zijn sinds 1993 gesloten.
Boudry · La Brévine · Brot-Plamboz · Le Cerneux-Péquignot · La Chaux-de-Fonds · La Chaux-du-Milieu · Cornaux · Cortaillod · La Côte-aux-Fées · Cressier · Enges · La Grande Béroche · Hauterive · Le Landeron · Lignières · Le Locle · Milvignes · Neuchâtel · Les Planchettes · Les Ponts-de-Martel · Rochefort · La Sagne · Saint-Blaise · La Tène · Val-de-Ruz · Val-de-Travers · Les Verrières
- Gemeinsame Normdatei: 1038431506
- Historisch woordenboek van Zwitserland: 049952
- MusicBrainz: 80f6209e-c76d-4a39-8197-a41ad15b448a
- Virtual International Authority File: 305146957
- WorldCat: E39PBJmTjpJ9BTJdhjmgjm4THC